# Eufònia olivàcia
L'eufònia olivàcia (Euphonia gouldi) és una espècie d'ocell passeriforme tropical de Mèxic i Centreamèrica. Es col·loca dins de la família Thraupidae, però hi ha divergències sobre la seva possible ubicació en Fringillidae.